# Liste des comtes de Nantes
 (octobre 2024).
Si vous disposez d'ouvrages ou d'articles de référence ou si vous connaissez des sites web de qualité traitant du thème abordé ici, merci de compléter l'article en donnant les références utiles à sa vérifiabilité et en les liant à la section « Notes et références ».
Cet article recense les comtes de Nantes de 610 à 1203. La liste est lacunaire pour la période 610-786.

## Histoire du comté de Nantes de l'époque mérovingienne auXIIIesiècle
Durant la première moitié du VIIIe siècle, les évêques de Nantes (Agathée, Amelon, Émilien et Salvius) détiennent aussi le titre de « comte de Nantes ».
Le comté de Nantes fait partie de la marche de Bretagne établie par les Carolingiens pour faire barrage à l'expansion des Bretons établis depuis le Ve siècle dans la partie occidentale de la péninsule armoricaine. La marche de Bretagne et le comté de Nantes sont conquis par le chef breton Nominoë en 851, conquête reconnue par le roi de Francie occidentale Charles le Chauve par le traité d'Angers, qui reconnait aussi à Erispoë, fils de Nominoë, un titre de roi de Bretagne.
Entre 914 et 919, Nantes se retrouve aux mains du comte d'Anjou (tout en restant bretonne de jure). Nantes est occupée par un groupe de Vikings de 919 à 937 avant d'être reconquise par Alain II de Bretagne, qui s'empare aussi de l'ancien comté d'Herbauge. Les pays des Mauges, de Tiffauges et d'Herbauges sont alors intégrés au comté de Nantes.
Le titre de roi de Bretagne disparait alors, remplacé par celui de duc de Bretagne. Dans le duché, le comté de Nantes est un élément essentiel dont les titulaires disputent le titre ducal à la maison comtale de Rennes. Au cours de ces luttes de pouvoir, les deux clans reçoivent l'appui de leurs alliés français respectifs, la maison de Blois pour Rennes et celle d'Anjou pour Nantes.
Par mariage, le comté de Nantes passe de la maison de Cornouaille à la maison angevine des Plantagenêt, avant d'être définitivement incorporé au domaine ducal au XIIIe siècle.

## Liste des comtes de Nantes

### Période mérovingienne
- vers 610 : Theobald, premier comte franc de Nantes selon la vie de saint Colomban ;
- vers 690-700 : Agathée, comte et évêque laïc de Nantes et de Rennes.
- après 700 : Amitho/Amelo, successeur du précédant comte et évêque laïc de Nantes et de Rennes.
- mort en 725 : Émilien, comte et évêque de Nantes.

### Période carolingienne
- après 786-818 : Guy de Nantes, préfet des marches de Bretagne ;
- 818-831 : Lambert Ier ;
- 831-841 : Ricuin de Nantes ;
- 841-843 : Renaud d'Herbauges, également comte d’Herbauge ;
- 843-846 : Lambert II de Nantes ;
- 846-850 : Amalric (imposé par Charles le Chauve) ;
- 850 : Lambert II de Nantes (rétabli ?).

### Période du royaume de Bretagne
- 851-852 : Erispoë
- 852-870 : Salomon de Bretagne
- 870-876 : Pascweten
- 876-907 : Alain Ier de Bretagne.

### Période de l'occupation viking à Nantes (914-937)

#### Foulque d'Anjou
- 914-919 : Foulques Ier le Roux, vicomte d'Angers. Il est reconnu comte d'Anjou et de Nantes jusqu'à Alain Barbetorte[2].

#### Chefs vikings
- 914-919 : Ottar et Hroald
- 919-vers 930 : Rognväld
- vers 930-937 : Incon (Håkon ou Inge ?)

### Période du duché de Bretagne

#### Premiers comtes (938-1063)
- 938-952 : Alain II de Bretagne
- 952-958 : Drogon de Bretagne
- 958-960 : Foulques II d'Anjou
- 960-981 : Hoël Ier de Nantes
- 981-988 : Guérech de Nantes
- 988-990 : Alain III de Nantes
- 990-992 : Conan Ier de Bretagne
- 992-994 : Aimery de Thouars
- 992-1004 : Judicaël de Nantes
- 1004-1038 : Budic de Nantes
- 1038-1051 : Mathias Ier de Nantes
- 1051-1063 : Judith de Nantes

#### Maison de Cornouaille (1054-1156)
- 1054-1084 : Hoël II de Cornouaille
- 1084-1103 : Mathias II de Cornouaille
- 1103-1112 : Alain IV de Cornouaille
- 1112-1148 : Conan II de Cornouaille
- 1148-1156 : Hoël III de Cornouaille

#### Maison Plantagenêt (1156-1203)
- 1156-1158 : Geoffroy VI d'Anjou (Geoffroy Ier de Nantes)
- juillet 1158-septembre 1158 : Conan III de Richemont (fils de Berthe de Bretagne et d'Alain le Noir, comte de Richemont)
- 1158-1181 : Henri II Plantagenêt
- 1181-1186 : Geoffroy Plantagenêt (Geoffroy II de Bretagne)
- 1181-1201 : Constance de Bretagne
- 1187-1203 : Arthur Plantagenêt (Arthur Ier de Bretagne)